# Foyer Belpaire

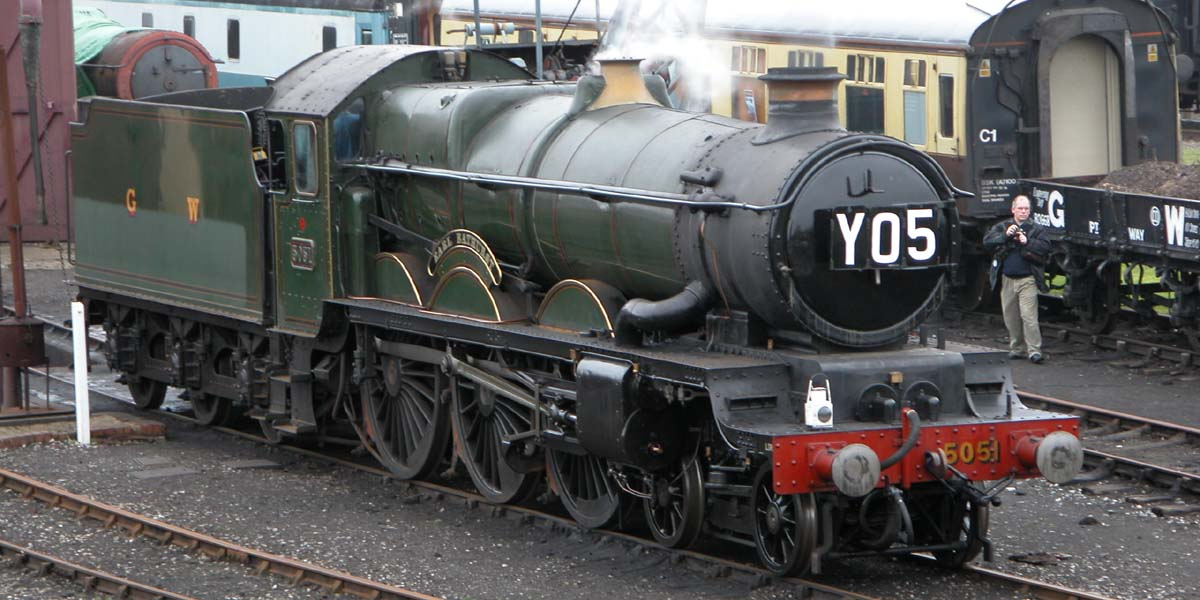
GWR 4073 Castle Class.

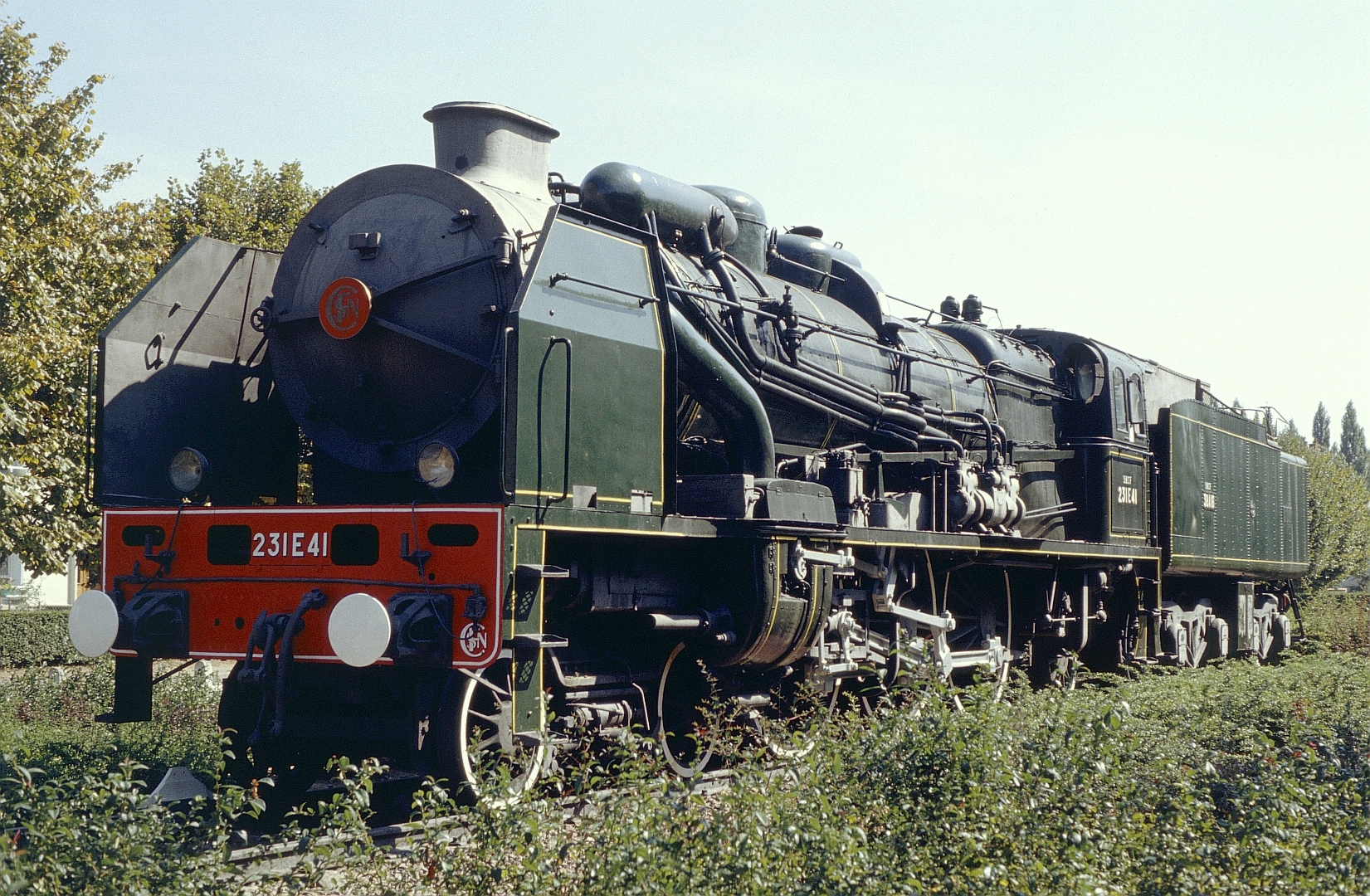
231 E (Pacific Chapelon) de la SNCF.

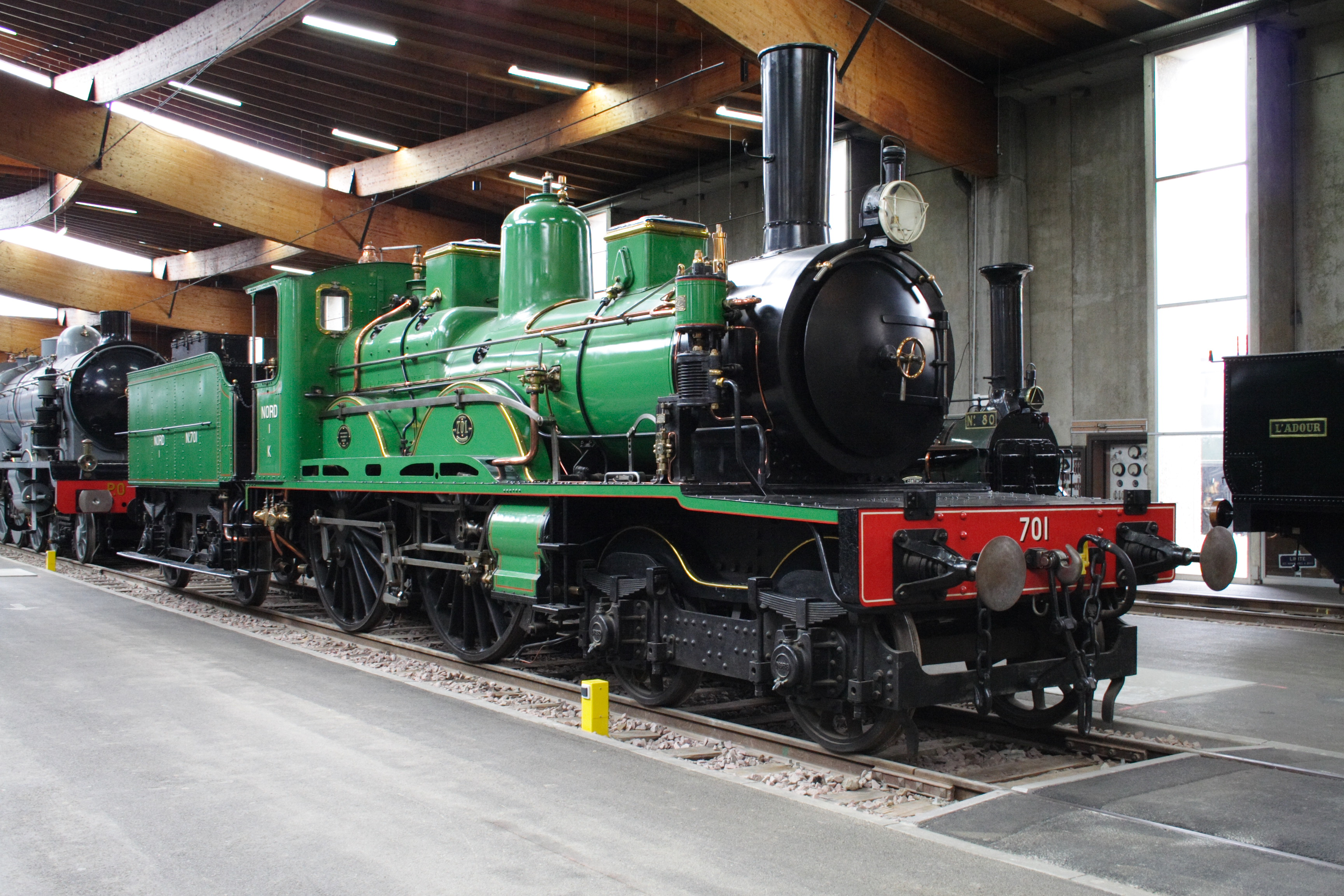
220 Nord 701.

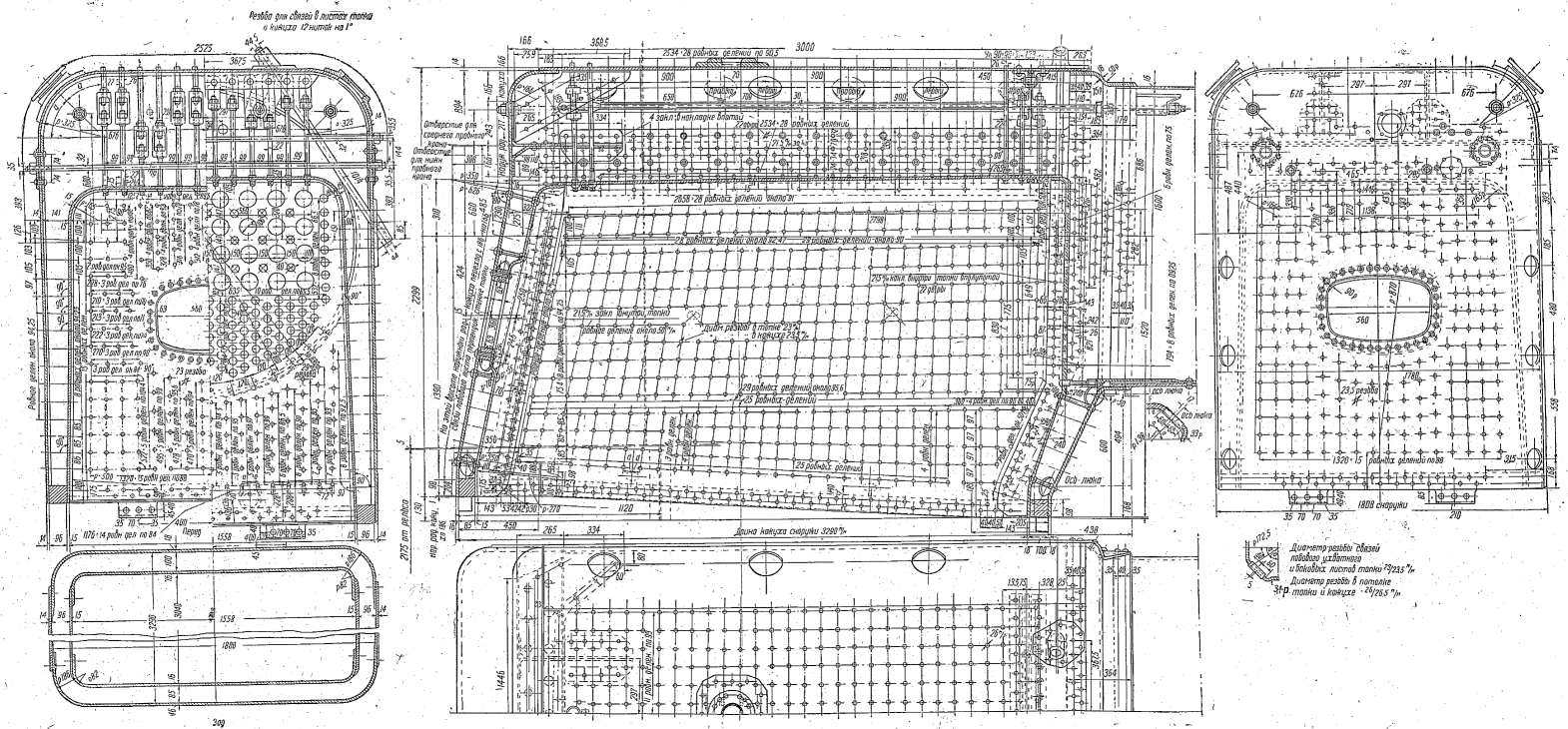
Plan d'un foyer Belpaire.

Le foyer Belpaire est utilisé pour les chaudières de locomotive à vapeur. 

## Caractéristiques
La partie de la chaudière située autour du foyer (appelée communément « boîte à feu ») se caractérise par sa partie supérieure de forme non pas cylindrique mais parallélépipédique. Elle présente des faces parallèles à celles du foyer, auxquelles elles sont reliées par des tirants jouant le rôle d'entretoises. Les tirants verticaux permettent la consolidation de la face supérieure du foyer (le « ciel ») en dispensant des sommiers qui jouent le rôle de raidisseurs longitudinaux. 
Cette disposition permet d'améliorer les échanges de chaleur et augmente ainsi la production de vapeur. L'aire d'évaporation de l'eau est accrue ce qui réduit les risques d'entraînement d'eau[Quoi ?].
Cette technologie doit son nom à Alfred Belpaire, directeur du matériel des Chemins de fer de l'État belge. Pour améliorer le rendement des locomotives et remplacer le coke et les briquettes de basse qualité et de prix élevés utilisés jusqu’alors, il invente le foyer plat, à grande surface de grille, afin de brûler sous faible épaisseur du charbon menu, également appelé tout venant, au rendement médiocre mais au prix très faible (il s'agit d'un sous-produit de l'extraction de la houille). Il introduit alors, en 1864, ce type de construction, plus simple et plus léger, même si l'assemblage d'un foyer de section carrée avec la partie avant de la chaudière est moins naturel.
Les foyers Belpaire, qui se caractérisent par une voûte plate, varient dans la forme de leur fond ; il peut s'agir de foyers plats (pour les modèles belges du XIXe siècle) mais aussi de foyers profonds ou mi-profonds (descendant entre les roues).
Cette technologie a connu une grande diffusion, notamment au Royaume-Uni (Great Western Railway, London, Midland and Scottish Railway) et aux États-Unis (Pennsylvania Railroad, Great Northern). En France, beaucoup de locomotives de la Compagnie des chemins de fer du Nord (141 TC, 230 D, 231 C, 231 E ou 150 P…) du PO (230 G, 231 A, 240 A…) utilisaient ce type de foyer, de même que les Compagnie des chemins de fer de l'Est (130 A, 230 K, 241 A), et du PLM (140 A, 230 C, 242 TA)… 
Il trouvera en France un usage sur les locomotives de la Société alsacienne de constructions mécaniques. Des locomotives à foyer Belpaire furent conçues, concurremment avec d'autres types de foyers, jusqu'à la fin de la traction à vapeur.

Le foyer Belpaire des locomotives des Chemins de fer de l’État belge mises au point par Belpaire de 1864 à 1897 était un foyer très large à fond plat disposé en surplomb du châssis sur lequel le chauffeur faisait brûler une couche de faible épaisseur de charbon tout-venant (menu de faible qualité). Cette disposition et cette manière de répartir le charbon permettait d'utiliser tout le potentiel calorifique du charbon menu mais générait un travail important (deux chauffeurs sur de nombreuses locomotives) et exigeait une surface de grille très vaste comparé aux foyers profonds et semi-profonds des autres locomotives. Après 1900, les Chemins de fer de l’État belge construiront des foyers plus profonds.

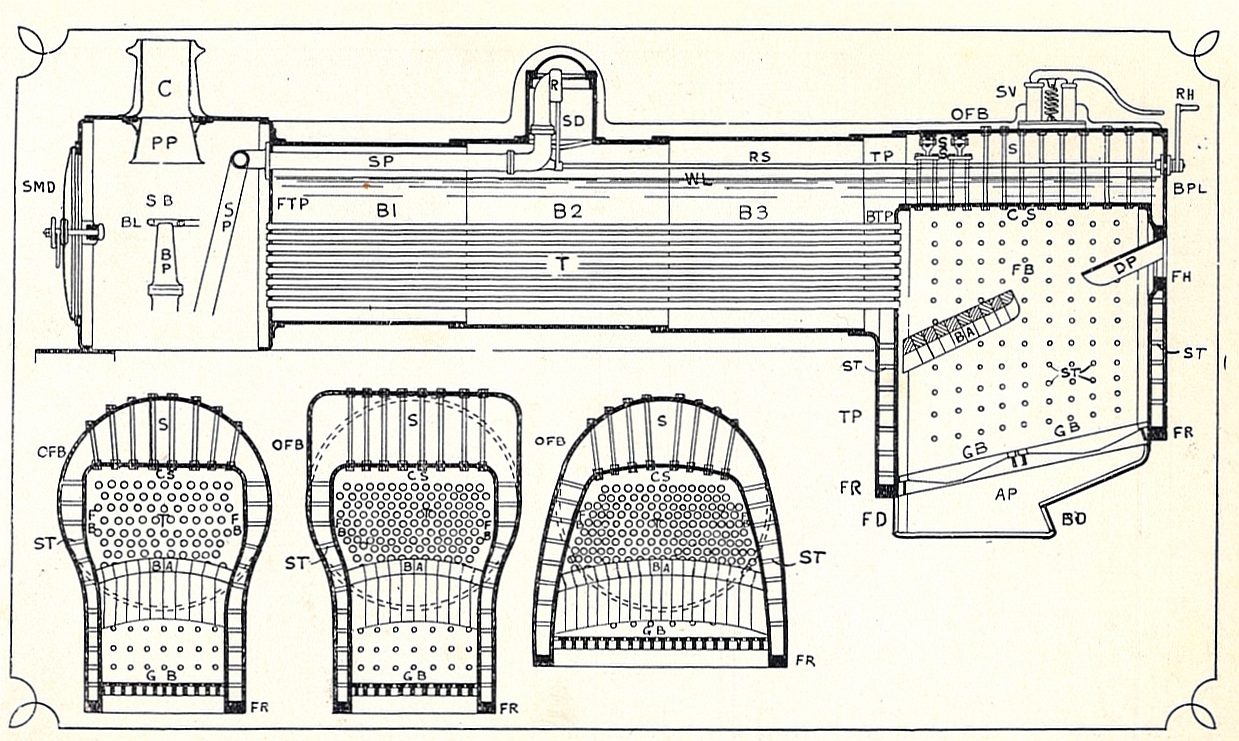
Foyer profond (en haut), et foyer Belpaire (en bas au centre).
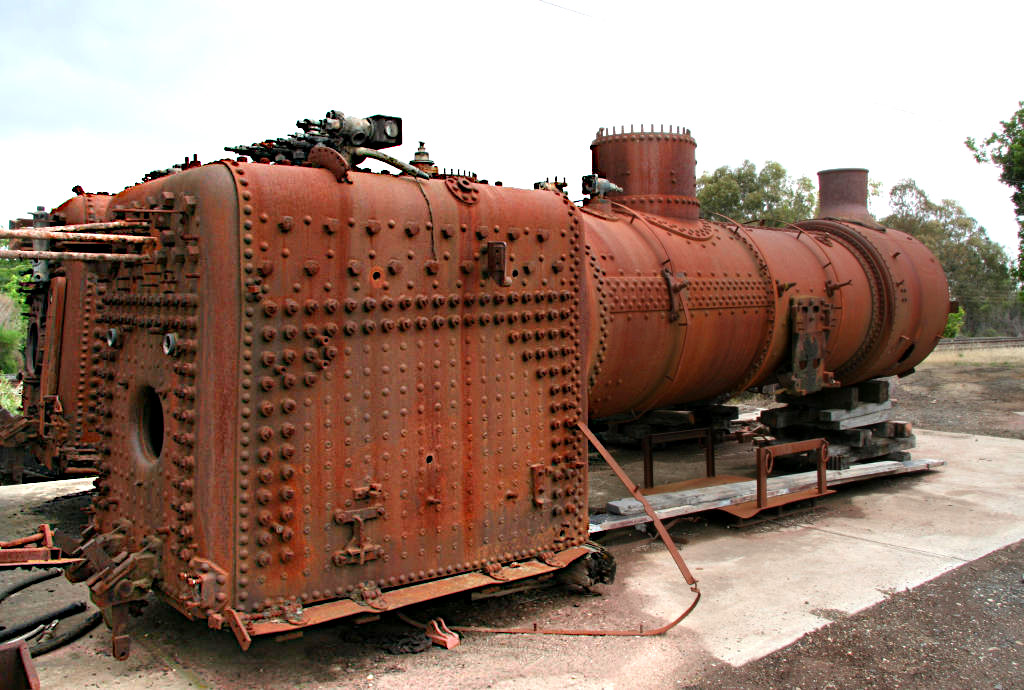
Chaudière à foyer Belpaire, démontée, d'une locomotive australienne de 1954.
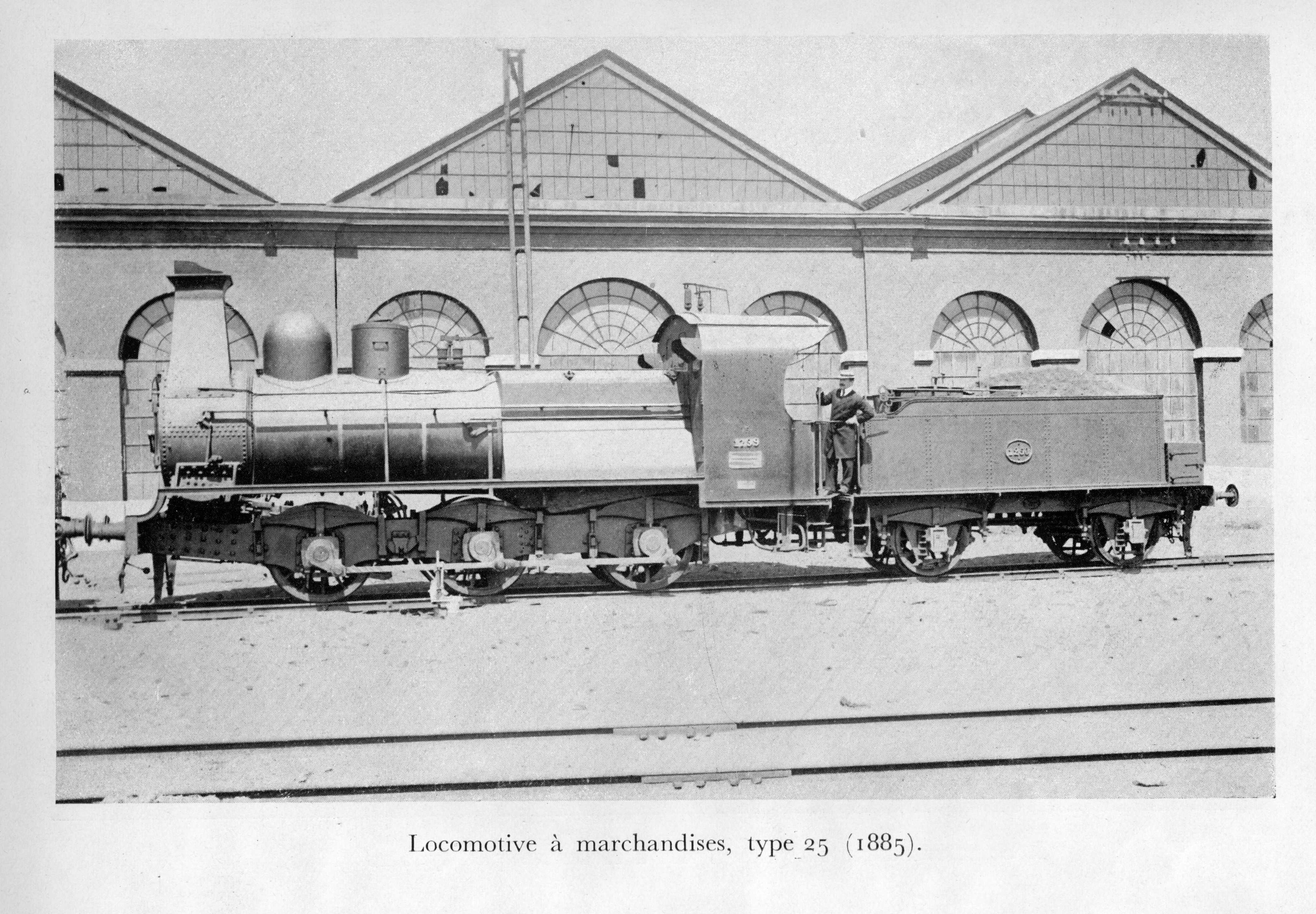
Locomotive belge à foyer Belpaire plat.
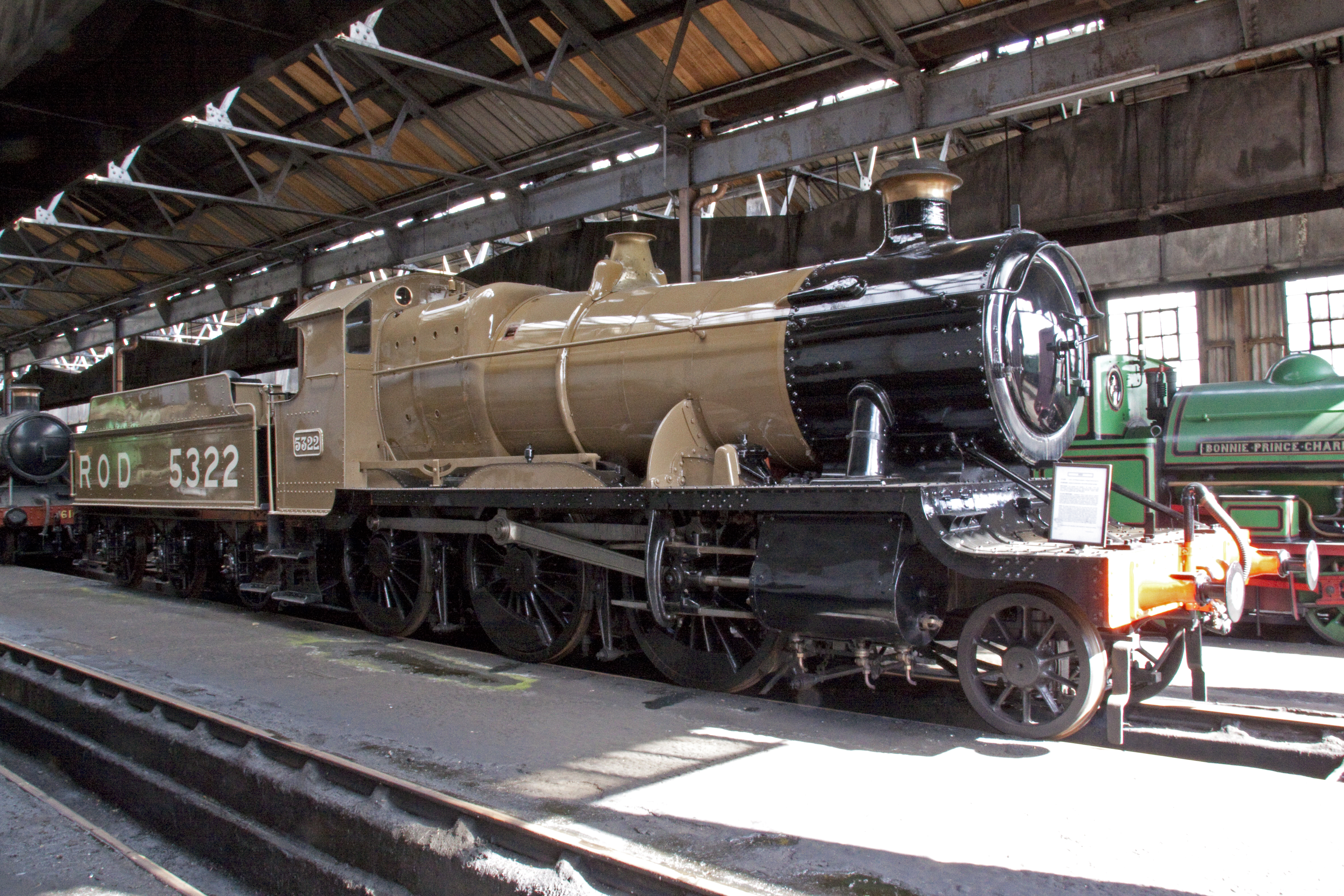
Locomotive à foyer Belpaire du Great Western Railway.
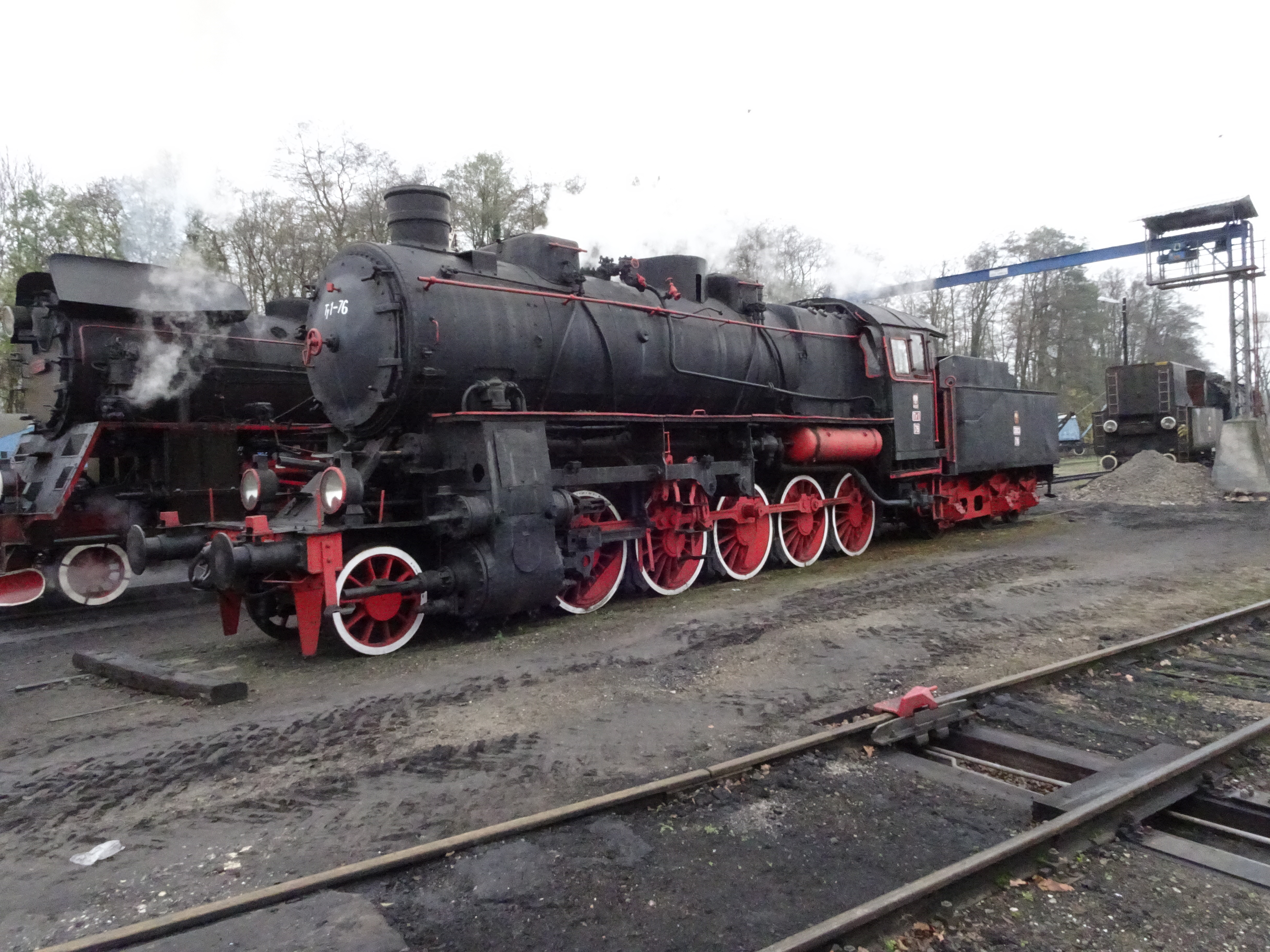
G12 ex-Prusse en Pologne. Une des rares locomotives allemandes à foyer Belpaire.